# Титов, Константин Григорьевич
Константин Григорьевич Титов (22 марта 1919 — 30 января 2020) — советский и латвийский актёр театра и кино.

## Биография
Отец — Григорий Иванович Титов, работал художником по текстилю на текстильной фабрике фабриканта Витова, арестован и расстрелян в 1937 году. 11 апреля 1956 года Постановлением Президиума Ивановского областного суда на основании ч.3 ст.2-1 закона РСФСР «О реабилитации жертв политических репрессий» от 18 октября 1991 года Григорий Иванович Титов был признан пострадавшим от политических репрессий. Мать — Татьяна Григорьевна, девичья фамилия Сафонова, домохозяйка.
В 1937 году закончил 10 классов средней школы № 33 города Иваново. Во время учёбы Константин Титов сдружился с Николаем Майоровым, учившимся вместе с ним с 3 класса, после переезда семьи Николая в Иваново. С 5-го по 10-класс они сидели за одной партой, за которой когда-то сидел выпускник этой школы Дмитрий Фурманов, автор романа «Чапаев». Место за этой партой служило поощрением лучшим ученикам.
Как «сын врага народа» не смог поступить ни в одно учебное заведение — Энергоинститут, институт имени Баумана, военная академия им. Ворошилова в Москве. Эти заведения были в ведении Наркомата обороны, и сын отца «врага народа» не соответствовал критериям поступления.
Был вынужден поступить на Литературный факультет Ивановского педагогического института.
В 1940 году поступил в театральное училище им. Е.Вахтангова.
В 1942 году, будучи учеником театрального училища, был призван в армию и отправлен на фронт, на передовую в действующую армию под Смоленск-Ельню. В 1947 году был награждён медалью «За оборону Москвы».
По окончании театрального училища им. Щукина в 1948 году был приглашён в Государственный Русский Драматический театр ЛССР. За период работы в Русском театре с августа 1948 года по март 1959 года им было сыграно более 25 ролей.
С 1959 года и до закрытия 31 июля 1992 года работал в рижском ТЮЗе, который за несколько лет до ликвидации был переименован в Молодёжный театр. За этот период было сыграно более 50 ролей.
С 1953 года занимался педагогикой, преподаванием азов театрального искусства и художественного слова. 25 лет работал в ДК «Октобрис» в созданной им «Студии чтеца». Из студии вышли многие известные ныне артисты: Борис Галкин, Владимир Качан, Ефим Шифрин и другие.
17 апреля 1962 года женился на актрисе рижского ТЮЗа Кларе Ваболе. 29 июля 1962 года родилась дочь Марина.
Умер 30 января 2020 года, похоронен в Риге.

## Признание и награды
- Почётная грамота министерства культуры Латвийской ССР (1966)
- Почётная грамота министерства культуры Латвийской ССР (1981)
- Почётная грамота Президиума Верховного Совета Латвийской ССР (1986)

## Творчество

### Режиссёрские работы
- 1961 — «Третье желание» по пьесе В.Блажека — ассистент режиссёра
- 1962 — «Я сам» Дмитрия Щеглова — ассистент режиссёра
- 1963 — «Белоснежка» по сказке братьев Гримм Льва Устинова — режиссёр

### Роли в театре

#### Куйбышевский драматический театр имени А. М. Горького
- «С любовью не шутят» Кальдерона де ла Барка — слуга Москатель

#### Государственный русский драматический театр Латвийской ССР
- 1949 — «Дворянское гнездо» по роману И. С. Тургенева — Антон
- 1958 — «Тайфун» Цао Юй — Лу Гуй (Гуй), слуга в доме Чжоу
- 1958 — «Варвары» М. Горького — Ефим, рабочий Иванкина

#### Рижский театр юного зрителя
- 1959 — «На улице Уитмена» Мэксин Вуд[англ.] — Греми, брат Коры
- 1959 — «Друг мой Колька» Александра Хмелика — Глухарь, Репа
- 1960 — «Кукла Надя» Вадима Коростылёва — Извергер
- 1960 — «Приключения Тома Сойера» Марка Твена — Мэф Поттер
- 1961 — «Мишка, Серёга и я — Гарик» В. Маланкина и Г. Цеплиовича — Врач
- 1961 — «Космический гость» по водевилю Бориса Рабкина — Пётр Карпович
- 1961 — «Волнолом» по пьесе Юлиу Эдлиса — Федька
- 1961 — «Третье желание» по пьесе В.Блажека — Старичок
- 1961 — «Чёртова мельница» Исидора Штока по пьесе Яна Дрды — Чёрт Омнимор
- 1962 — «Улица Уитмена» по пьесе Вуда Мэксина — Греми
- 1962 — «Крышу для Матуфля» по пьесе Ив Жамиака — Маскару
- 1962 — «Сказка о девочке-неудаче» Евгения Гвоздева — Винодел
- 1962 — «Глеб Космачёв» по пьесе Михаила Шатрова — Иннокентий Котов
- 1963 — «Красные дьяволята» по одноимённой повести Павла Бляхина — Батька Махно
- 1963 — «Том Сойер» по роману Марка Твена — Меф Поттер
- 1963 — «Белоснежка» по сказке братьев Гримм Льва Устинова — Гном Воскресенье; Главный исполнитель королевских желаний
- 1964 — «104 страницы про любовь» Эдварда Радзинского — Весёлый гражданин
- 1964 — «Толя, Володя» Геннадия Мамлина — Прялкин
- 1964 — «Оловянные кольца» Тамары Габбе — Кохинур
- 1964 — «Тень» Евгения Шварца — Первый министр
- 1965 — «Гусиное перо» Семёна Лунгина — Первый учитель
- 1965 — «На всякого мудреца довольно простоты» А. Н. Островского — Голутвин
- 1965 — «Буратино» по сказке Алексея Толстого — Карабас Барабас
- 1966 — «Варшавский набат» Вадима Коростылёва — Карикатурный Конрад Вольф
- 1967 — «Безумный день, или Женитьба Фигаро» Бомарше — Бартоло
- 1967 — «Первый день» Владимира Маяковского — «театральная импровизация»
- 1968 — «Убийцы и свидетели» Якова Волчека — Бабичев
- 1968 — «Спотыкаясь о звёзды» Григория Скульского — Семен Семёнович
- 1968 — «Малыш и Карлсон, который живёт на крыше» Астрид Линдгрен — Папа
- 1968 — «Обыкновенная история» по роману Ивана Гончарова Виктора Розова — Евсей, камердинер Александра
- 1969 — «Принц и нищий» по роману Марка Твена — Генрих VIII, король Англии; Джон Кенти, отец, бродяга; Мужчина, обвиняемый в отравлении больного
- 1970 — «С вечера до полудня» Виктора Розова — Егорьев
- 1970 — «Зелёная птичка» Карло Гоцци — Бригелла
- 1970 — «Пеппи Длинныйчулок» Астрид Линдгрен — Директор цирка
- 1970 — «Город на заре» Алексея Арбузова — Добров
- 1970 — «Девочка и апрель» Тамары Ян — Врач-психиатр
- 1971 — «Старший сын» Александр Вампилов — Сарафанов
- 1971 — «Малыш и Карлсон, который живёт на крыше» по А. Линдгрен — Папа
- 1972 — «Валентин и Валентина» Михаила Рощина — Володя; Прохожий
- 1973 — «Брат Алеша» инсценировка Виктора Розова по «Братьям Карамазовым» Фёдора Достоевского — Умный мужик
- 1973 — «Новые похождения Карлсона» Астрид Линдгрен — Юлиус
- 1973 — «Ситуация» Виктора Розова — Засекин
- 1974 — «Бумбараш» по ранним произведениям А.Гайдара Юлий Ким — Мельник
- 1974 — «Четыре капли» Виктора Розова — Автор; Зосимов
- 1975 — «Человек из Музея человека» спектакль Риты Райт-Ковалёвой о Борисе Вильде
- 1975 — «Приключения Буратино в Стране Дураков» по сказке Алексея Толстого — Папа Карло
- 1976 — «Ночь после выпуска» Владимира Тендрякова — Директор школы
- 1977 — «Ромео и Джульетта» Уильяма Шекспира — Пётр
- 1977 — «История одного покушения» Семёна Лунгина и Ильи Нусинова — Граф Хрептович
- 1977 — «Малыш и Карлсон, который живёт на крыше» Астрид Линдгрен — Папа
- 1978 — «Золушка» по пьесе Евгения Шварца на основе сказки Шарля Перро — Добрый волшебник
- 1979 — «История одного покушения» Семёна Лунгина и Ильи Нусинова — Граф Хрептович
- 1980 — «А всё таки она вертится? Или Гуманоид в небе мчится.» Александра Хмелика — Дядя Коля
- 1982 — «Маугли» Л. Стумбре и У. Берзиньша по Книге джунглей Редьяра Киплинга — Акела — вожак волчьей стаи
- 1984 — «Снежная королева» по пьесе Евгения Шварца — ворон Карл
- 1985 — «Приключения Буратино в Стране Дураков» по сказке Алексея Толстого — Папа Карло
- 1985 — «Том Сойер» по роману Марка Твена — Адвокат Риверсон
- 1985 — «И всё-таки она вертится!» Александра Хмелика — Дядя Коля
- 1987 — «Вариации на тему феи Драже» А. Кутерницкого — Андрей Ефимович
- 1988 — «Великий Будда, помоги им» Алексея Казанцева — Старик-крестьянин

### Чтецкие программы и концерты
- 12 февраля 1966 — исполнял «Программу вечера советской поэзии» (А.Блок, С. Есенин и В. Маяковский) в Доме работников искусств Латвийской ССР.

### Фильмография
- 1966 — В предрассветной дымке (Rīta miglā, короткометражный) — озвучивание
- 1966 — Всадник над городом — инвалид
- 1973 — Красный агат
- 1979 — Голубой карбункул — лондонский бандит
- 1981 — 34-й скорый — нет в титрах, эпизод, священник, которого спасают курсанты
- 1982 — Падение Кондора — сельский священник
- 1984 — Поручить генералу Нестерову… — эпизод
- 1988 — Фантастическая история — Йоганнес в старости, главная роль
- 1992 — Помнишь запах сирени… — парализованный старик
- 1992 — 22 июня, ровно в 4 часа — дворник Иван Сергеевич
- 1994 — Чёрный клоун — садовник Юлиус